# RDBP
Il fattore di elongazione negativo E (Negative elongation factor E - NELFE) è una proteina codificata nell'uomo dal gene RDBP.

## Funzione
La proteina codificata da questo gene fa parte di un complesso nominato fattore di elongazione negativo (NELF), la cui funzione è reprimere la RNA polimerasi II dall'allungare i trascritti di RNA. Questa proteina ha una certa similarità con le proteine di ancoraggio all'RNA nucleare (nuclear RNA-binding proteins); tuttavia non è ancora stato dimostrato che questa proteina nello specifico leghi l'RNA. NELFE contiene una regione di alternanza di residui acidi e basici, in particolare di arginina (D) e acido aspartico (R). Il gene colloca il complesso maggiore di istocompatibilità (MHC) di tipo III sul cromosoma numero 6.

## Interazioni
RDBPmostra una qualche interazione con:
- Cofattore di BRCA1,[2]
- TH1L[3][4]
- WHSC2[4].